# Blaženko Lacković
Blaženko Lacković (Novi Marof, 1980. december 25. –) olimpiai- és világbajnok horvát válogatott kézilabdázó.

## Pályafutása

### Klubcsapatokban
Pályafutását szülővárosa csapatában az RK Novi Marof együttesében kezdte. 2001-ben az RK Zagrebbe igazolt. A fővárosi csapatnál három szezont töltött és ugyanennyi horvát bajnoki címet szerzett. 2004 és 2008 között a Flensburgban játszott. 2007-ben az EHF-bajnokok ligája döntőjében volt érdekelt a flensburgi csapattal, akkor még nem sikerült megnyernie a kupát, 2013-ban viszont a HSV Hamburg játékosaként a csapat történetének első Bajnokok Ligája-győzelméhez segítette csapatát. Ezzel a csapattal 2011-ben sikerült megnyernie a Bundesligát is. 2014 nyarán aláírt az RK Vardar csapatához. Kupagyőztes és bajnok lett a csapattal, majd két Macedóniában töltött szezon után 2016-ban tért vissza a német rekordbajnokhoz, a THW Kiel csapatához.
2017 nyarán újra a Hamburg játékosa lett. A pénzügyi gondjai miatt a harmadosztályba visszasorolt csapatban több mint egy évig nem tudott pályára lépni kézsérülése miatt, azonban felépülése után az időközben a másodosztályba visszajutó együttes védelmének fontos tagja lett. 2020. május 28-án fejezte be pályafutását, majd a klub másodedzőjeként kapott feladatot az edzői stábban.

### A válogatottban
A horvát válogatottal számos tornán vett rész. A 2003-as világbajnokságon és a 2004. évi nyári olimpiai játékokon arany, míg a 2005-ös és a 2009-es vb-n, a 2008-as illetve a 2010-es Európa-bajnokságon ezüstérmet szerzett. Részt vett a 2012-es londoni olimpián is, ahol bronzérmes lett.

## Sikerei, díjai

### Klubcsapatokban
- EHF-bajnokok ligája győztes: 2013
  - 2. hely: 2007
- Horvát bajnok: (2002, 2003, 2004)
- Bundesliga: 
  - 1. hely: 2011
  - 2. hely: 2005, 2006, 2009, 2010
- Német-kupagyőztes: (2005, 2010)
- Német szuperkupagyőztes: (2009, 2010)

### Egyéni
A 2009-es világbajnokságon beválasztották az All Star csapatba.